# Francisco Pinto Balsemão
Francisco José Pereira Pinto Balsemão GOIH (Lisboa, 1 de septiembre de 1937) es un empresario, abogado y político portugués. 
Fue miembro fundador del Partido Social Demócrata en 1974. Ocupó el cargo de primer ministro de Portugal entre enero de 1981 y junio de 1983 en sustitución de Francisco Sá Carneiro. Tras su retirada de la política se centró en los medios de comunicación a través de la editorial Impresa. En 1992 fundó SIC, la primera televisión privada del país.

## Biografía
Nació en el seno de una familia acomodada. Es bisnieto por parte materna de Rodrigo Delfim Pereira, hijo ilegítimo del emperador Pedro I de Brasil. Durante sus vacaciones de verano en Estoril llegó a coincidir con Juan Carlos de Borbón, futuro rey de España.
Se licenció en derecho por la Universidad de Lisboa y frecuentó el curso complementario de ciencias político-económicas en la misma facultad. 
Empezó a ejercer el periodismo en 1961, llegó a jefe de redacción de la revista Mais Alto y en 1963 fue nombrado secretario de dirección del Diário Popular, del que también formó parte de su consejo de administración. En 1971 abandonó el cargo para fundar el semanario Expresso, cuyo primer número se publicó el 6 de enero de 1973 y del que fue director hasta 1980. Sobre su base creó una distribuidora y agrupó varias publicaciones que supusieron el nacimiento del conglomerado editorial Impresa.

### Trayectoria política
Inició su carrera en los últimos años de la dictadura. En 1969 fue diputado independiente en la Asamblea Nacional para la X Legislatura (1969-1973), representando al Ala Liberal liderada por Francisco Sá Carneiro que reclamaba la transición a la democracia. Todos ellos pasaron a la oposición cuando Marcelo Caetano se negó a una mayor apertura.
Tras la Revolución de los Claveles del 25 de abril de 1974, fue uno de los impulsores de la fundación del Partido Popular Democrático (actual Partido Social Demócrata, PSD), ubicado ideológicamente en el centroderecha. Salió elegido diputado en la Asamblea constituyente que estaba elaborando la Constitución portuguesa y ejerció la vicepresidencia de la misma hasta 1976. Con la victoria de la coalición Alianza Democrática en 1979, adoptó cargos importantes en el gobierno de Sá Carneiro: fue nombrado Ministro de Estado Adjunto entre 1980 y 1981, y a continuación asumió el Ministerio de Asuntos Sociales.
Sá Carneiro falleció en diciembre de 1980 en un accidente de avión y el presidente del país, António Ramalho Eanes, encargó a Pinto Balsemão la formación de un nuevo gobierno. De este modo, en enero de 1981 fue elegido primer ministro para lo que quedaba de legislatura y presidente del PSD. Se mantuvo en el cargo desde 1981 hasta 1983, pero perdió apoyo popular y no supo hacer frente a las divisiones internas en la coalición, en especial con su socio del Centro Democrático Social liderado por Diogo Freitas do Amaral, quienes le achacaban falta de firmeza y liderazgo.
En diciembre de 1982 presentó su dimisión como primer ministro, aunque se mantuvo al frente del país y de la presidencia del partido hasta las elecciones legislativas de 1983. En 1986 fue elegido miembro del Parlamento Europeo, pero renunció a todos sus cargos porque no fue designado portavoz del PSD en Estrasburgo.

### Creación de Impresa

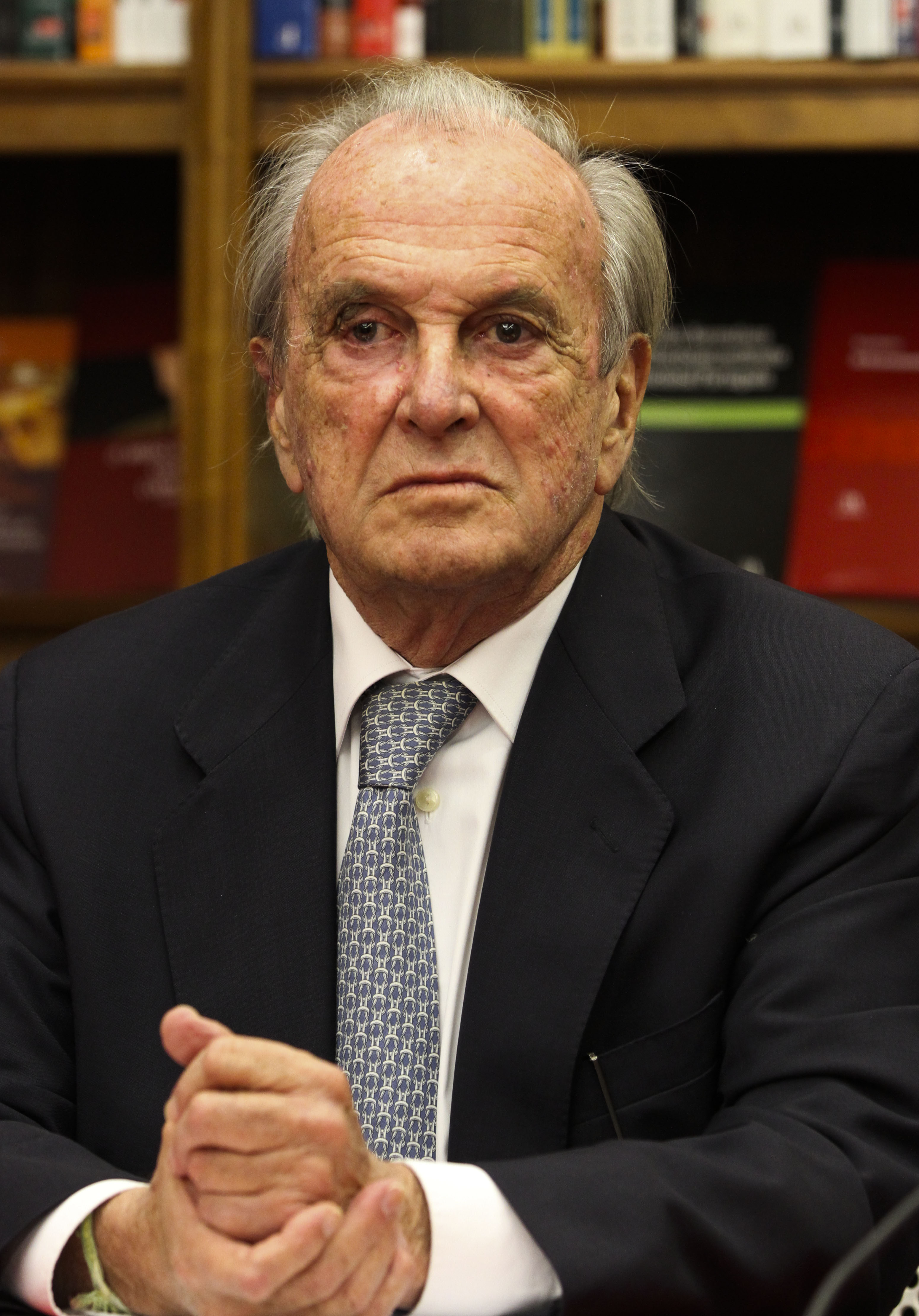
Balsemão en 2012.

Centró su carrera en los medios de comunicación. En 1988 agrupó todas sus publicaciones en una empresa (Controljornal) y un año después selló una colaboración con la editorial brasileña Abril. Aprovechando la liberalización de los medios de comunicación portugueses, se alió en marzo de 1991 con otros editores para crear el Grupo Impresa. La entidad obtuvo una licencia en concurso público para la primera televisión privada del país, la Sociedade Independente de Comunicação (SIC), que empezó a emitir el 6 de octubre de 1992.
En 2005 fue elegido miembro del Consejo de Estado por el presidente Aníbal Cavaco Silva. Es también miembro permanente del Grupo Bilderberg y del consejo asesor internacional de Banco Santander Totta.

## Distinciones y condecoraciones

### Condecoraciones portuguesas
- Gran oficial de la Orden del Mérito (17 de octubre de 1973).
- Caballero gran cruz de la Orden Militar de Cristo (8 de junio de 1983).
- Caballero gran cruz de la Orden del Infante Don Enrique (5 de enero de 2006).
- Caballero gran cruz de la Orden de la Libertad (25 de abril de 2011).

### Distinciones portuguesas
- Doctor honoris causa por la Universidad Nueva de Lisboa (abril de 2010).
- Doctor honoris causa por la Universidad de Beira Interior (octubre de 2010).
- Premio Arco Iris de la Asociación ILGA Portugal (octubre de 2007).

### Condecoraciones extranjeras
- Caballero gran cruz de la Orden de la Corona de Bélgica (25 de noviembre de 1981).
- Caballero gran cruz de la Orden de la Cruz del Sur de Brasil (25 de noviembre de 1982).
- Caballero gran cruz de la Orden al Mérito de la República Italiana (2 de diciembre de 1982).
- Caballero gran cruz de la Orden de Isabel la Católica de España (20 de marzo de 1989).